# Lauroppia notabilis
Lauroppia notabilis är en kvalsterart som först beskrevs av Golosova och Karppinen 1983.  Lauroppia notabilis ingår i släktet Lauroppia och familjen Oppiidae. Inga underarter finns listade i Catalogue of Life.